# Chapelle Saint-Julien de Montredon
Pour les articles homonymes, voir Chapelle Saint-Julien.
La chapelle Saint-Julien de Montredon est une chapelle de style roman bâtie aux XIe et XIIe siècles sur le territoire de la commune de Salinelles dans le département français du Gard, en région Occitanie.

## Localisation
La chapelle se dresse en bordure de l'enclos paroissial, à l'ouest du Vidourle et de la route départementale D35, à environ un kilomètre au sud du village de Salinelles.

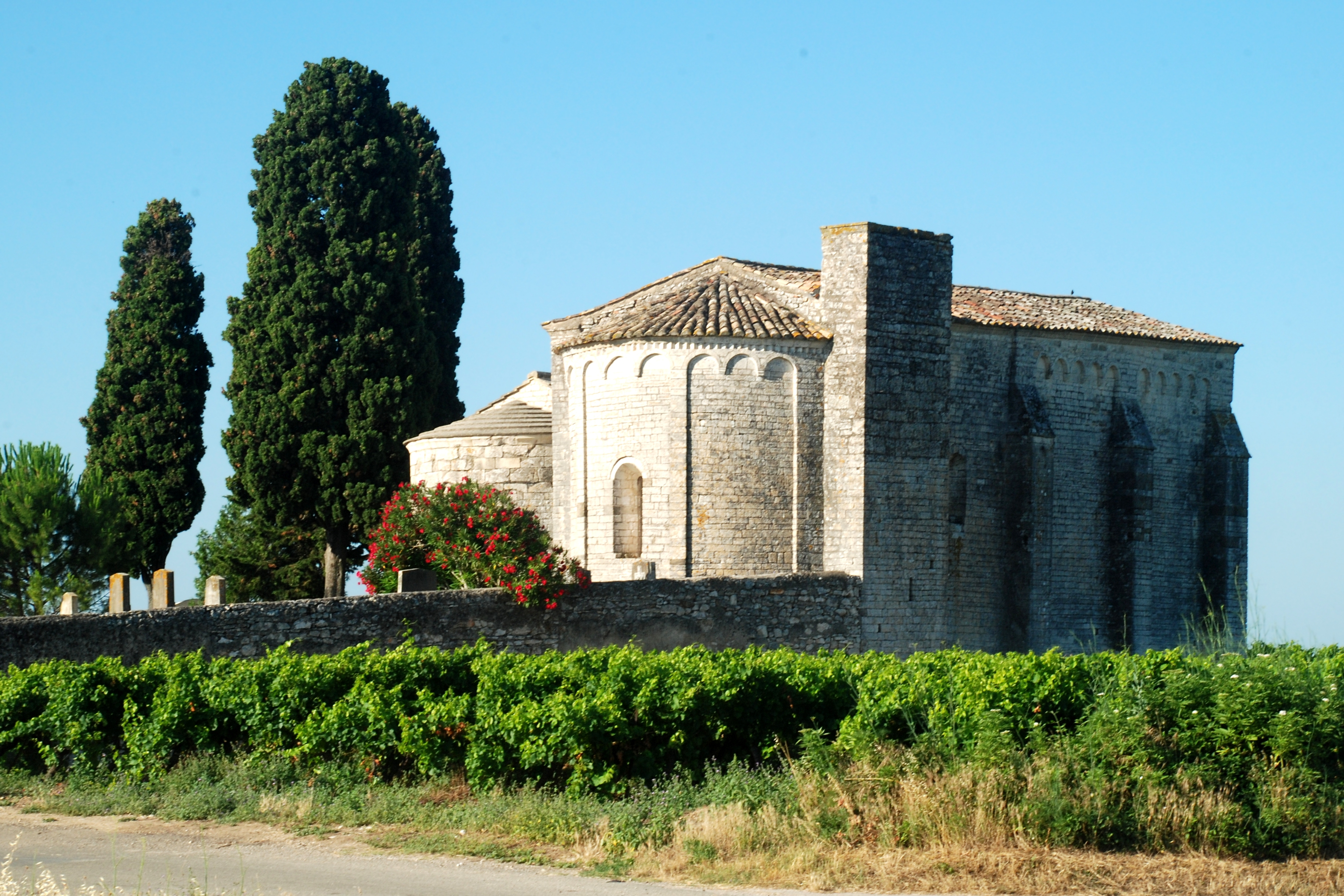
La chapelle vue du nord.

## Histoire

### Origines gallo-romaines
La chapelle Saint-Julien de Montredon est bâtie sur les ruines d'une ancienne villa romaine, à proximité d'une voie romaine menant à Ambrussum :
- la plaque d'identification de la villa est scellée dans le passage entre les deux corps de bâtiment. L'inscription nomme le propriétaire, et le pied de la plaque porte la marque du volet de la pierre de sel qui permettait de calmer les montures des visiteurs ;
- dans la structure, on trouve d'autres pierres de la même provenance, comme le linteau de la porte de séparation en marbre blanc ;
- les fouilles qui ont accompagné les diverses campagnes de restauration ont permis de mettre au jour un système de canalisations pour chauffer des thermes qui court sous la chapelle. On peut en observer une partie au travers du châssis vitré à l'extrémité occidentale de la nef.

### Édification des chapelles romanes
La chapelle Saint-Julien de Montredon est en fait constituée de deux chapelles parallèles.
La plus grande et la plus ancienne est située au nord : bâtie au XIe siècle, elle faisait partie d'un prieuré important relevant de l'abbaye de Psalmody. Montredon faisait partie de la viguerie de Sommières et du diocèse de Nîmes.
La deuxième chapelle, plus petite et située au sud, fut probablement édifiée au XIIe siècle par les seigneurs de Montredon.
Ayant souffert des guerres de Religion, les deux chapelles firent l'objet de restaurations au XVIIe siècle.

### Toponymie
Montredon est mentionné sous le nom de Mons Rotundus en 1094 et en 1125 dans le cartulaire de l'abbaye de Psalmody.
Plus tard, il apparaît sous le nom de Castrum de Monte-Rotundo cum mandamento en 1384.
Quant à la chapelle, elle est mentionnée sous le nom d'Ecclesia de Monte-Rotundo en 1386 et de Mandamentum Montis Rotundi secus Sumidrium en 1461.

## Statut patrimonial
L'édifice fait l'objet d'un classement au titre des monuments historiques depuis le 11 juillet 1973.

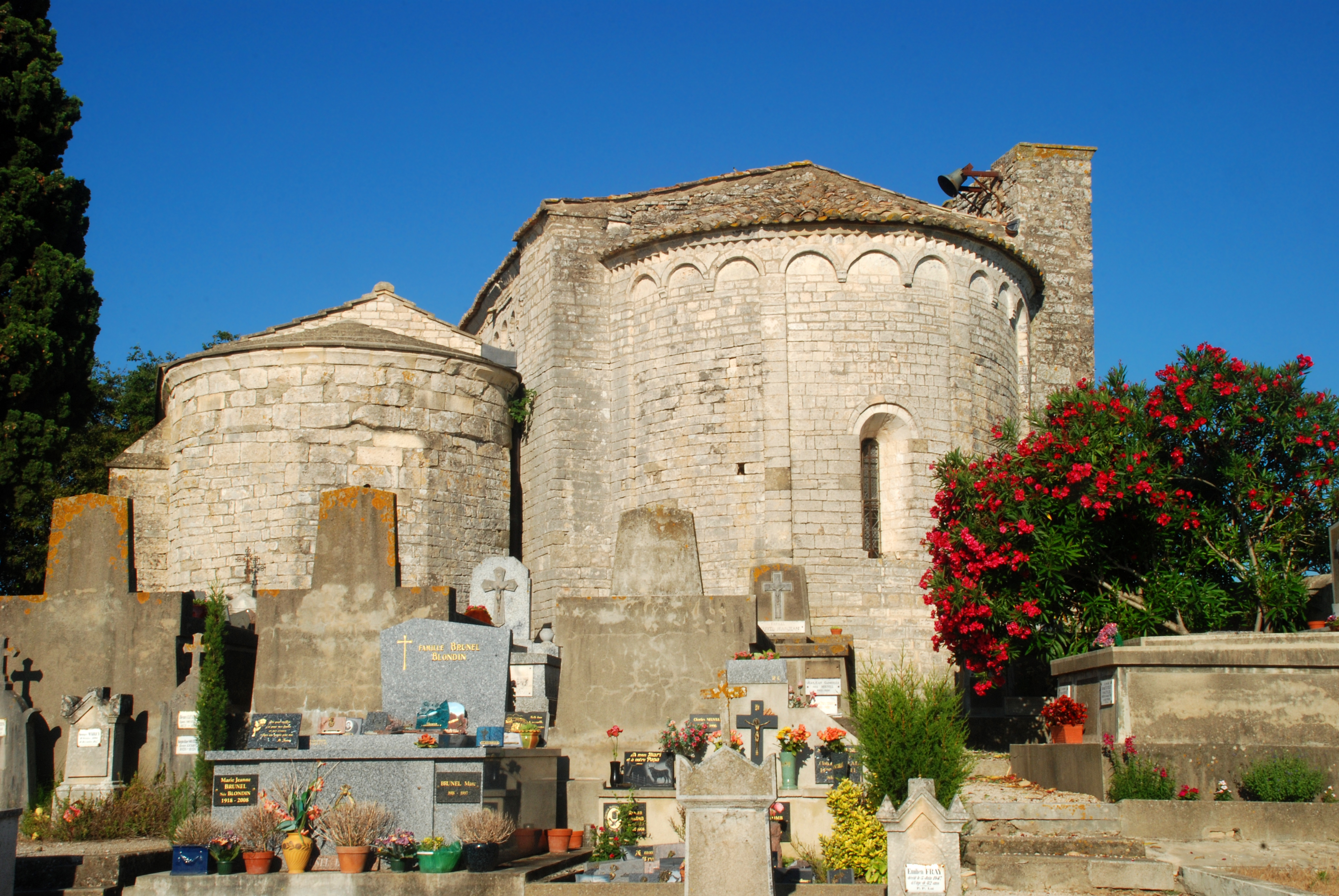
Le chevet.
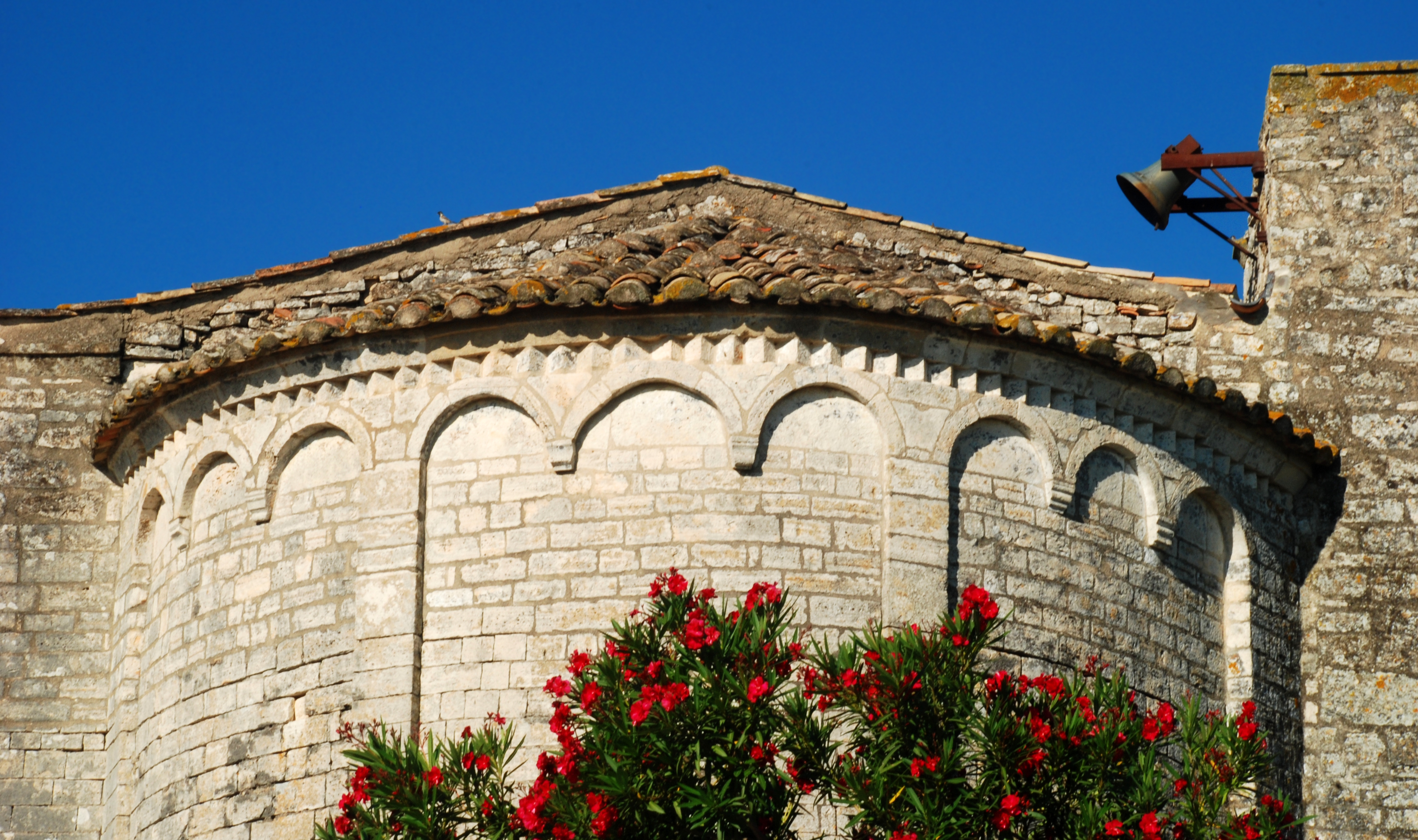
Les arcatures lombardes et la frise de dents d'engrenage du chevet.

## Architecture

### Architecture extérieure
La chapelle la plus ancienne, située au nord (donc à droite lorsque l'on regarde le double chevet), constitue un des meilleurs exemples d'art roman languedocien.
Édifiée en pierre de taille assemblée en grand appareil et couverte de tuiles, elle présente à l'est un remarquable chevet semi-circulaire percé d'une fenêtre absidiale unique à simple ébrasement et orné de lésènes et de bandes lombardes surmontées d'une frise de dents d'engrenage.
La façade nord, soutenue par de puissants contreforts, est ornée d'arcature en plein cintre. Un clocher rectangulaire, court et massif, y est adossé.
La façade ouest, qui présente d'importantes traces de réfection, est composée de deux registres. Le registre inférieur est percé d'une petite porte cintrée sans décoration tandis que le registre supérieur, tripartite, est cloisonné par deux pilastres situés de part et d'autre d'une baie cintrée.
Cette chapelle est construite sur la même technique que le temple de Diane à Nîmes : arcs de plein-cintre, rapprochés, formés de pierres parfaitement ajustées, assemblées au moyen de tiges de fer. La pluie entraîne la production de calcite qui soude les pierres entre elles. Ensuite, les cintres sont recouverts de simples dalles, et le tout est protégé des infiltrations par une toiture.
La seconde chapelle, plus petite et située au sud, à l'appareil moins régulier et couverte de lauzes, est une chapelle fortifiée de style gothique primitif. Elle était une halte pour les pèlerins qui se rendaient à Saint-Jacques-de-Compostelle, en passant par Uzès.

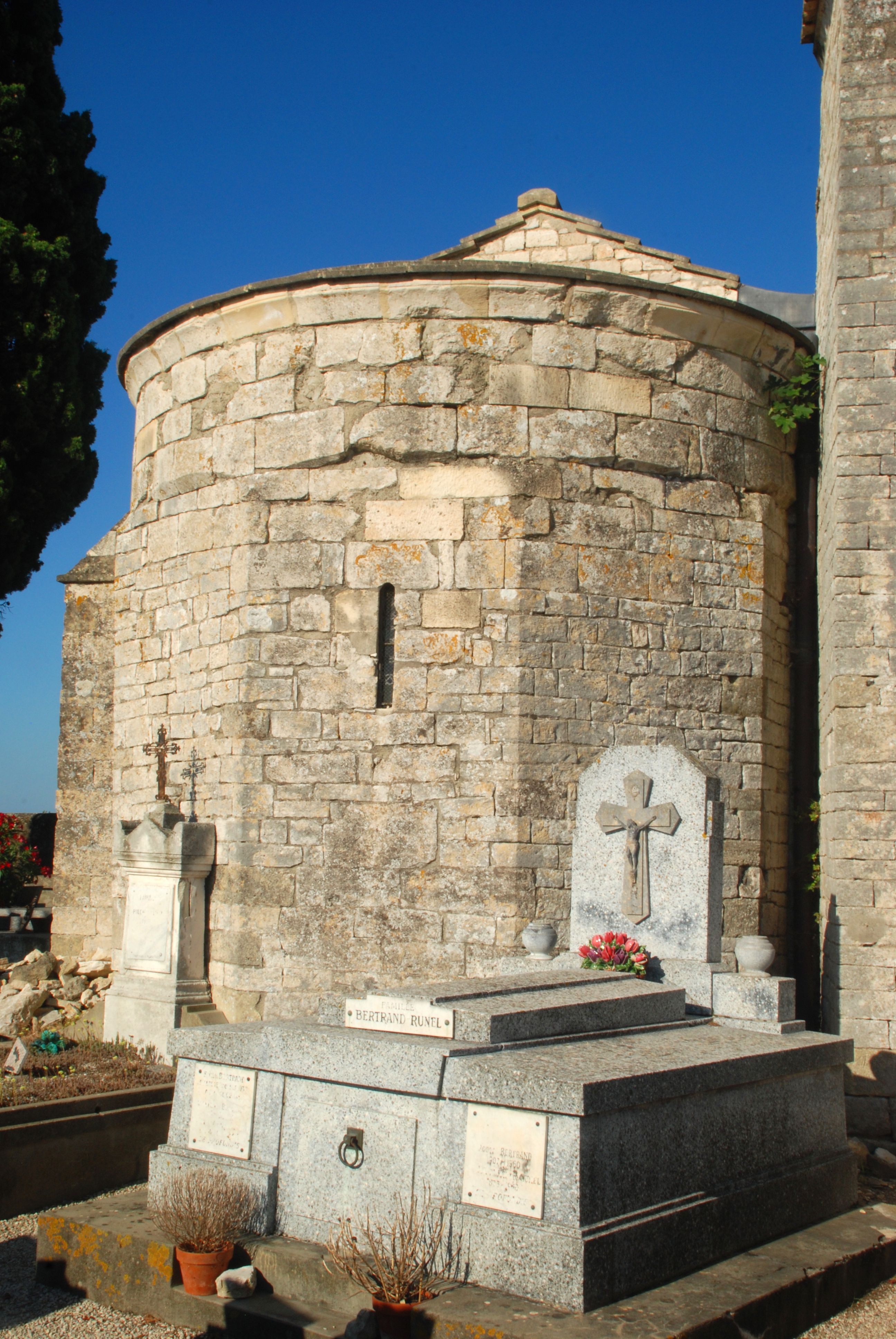
L'abside de gauche.
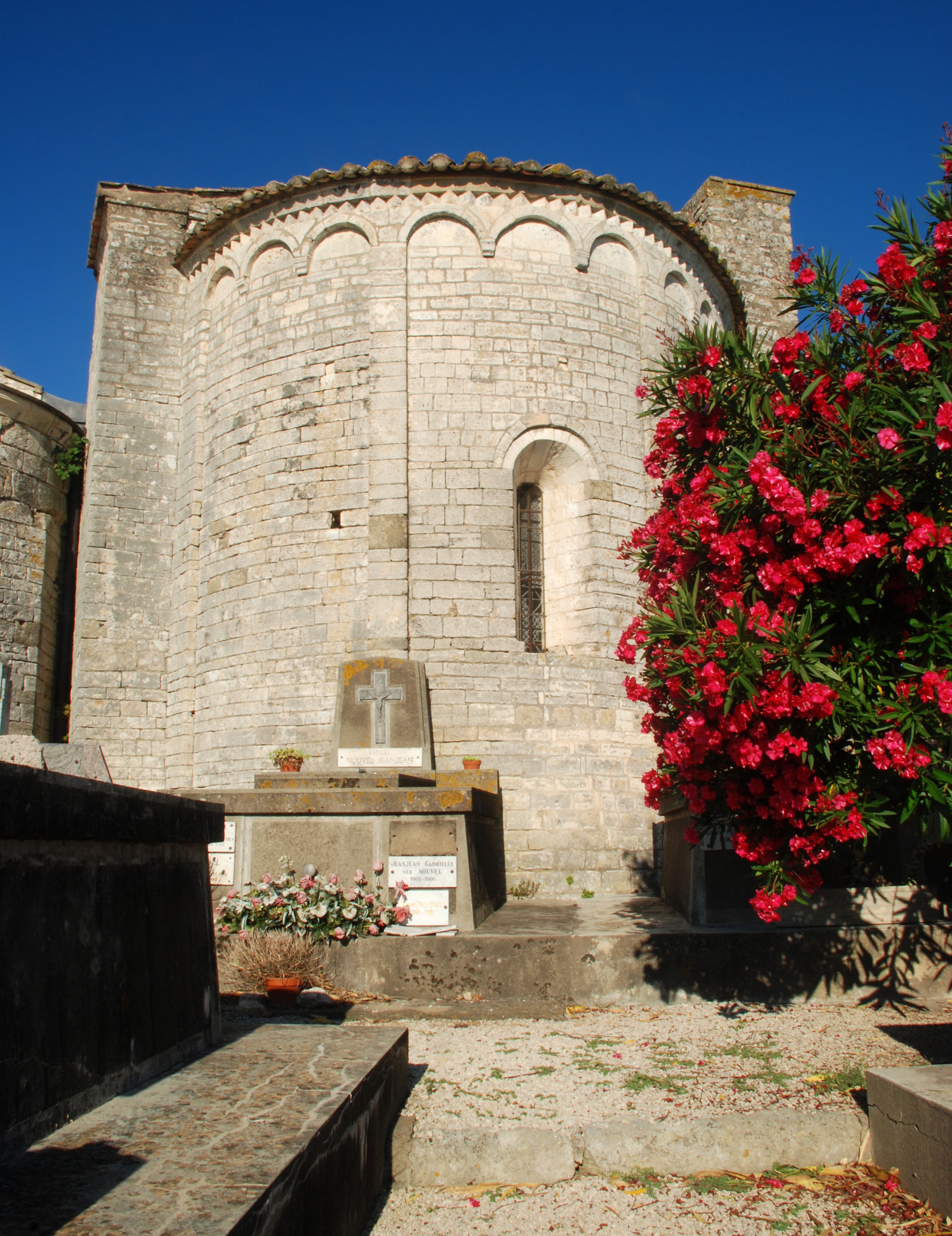
L'abside de droite.
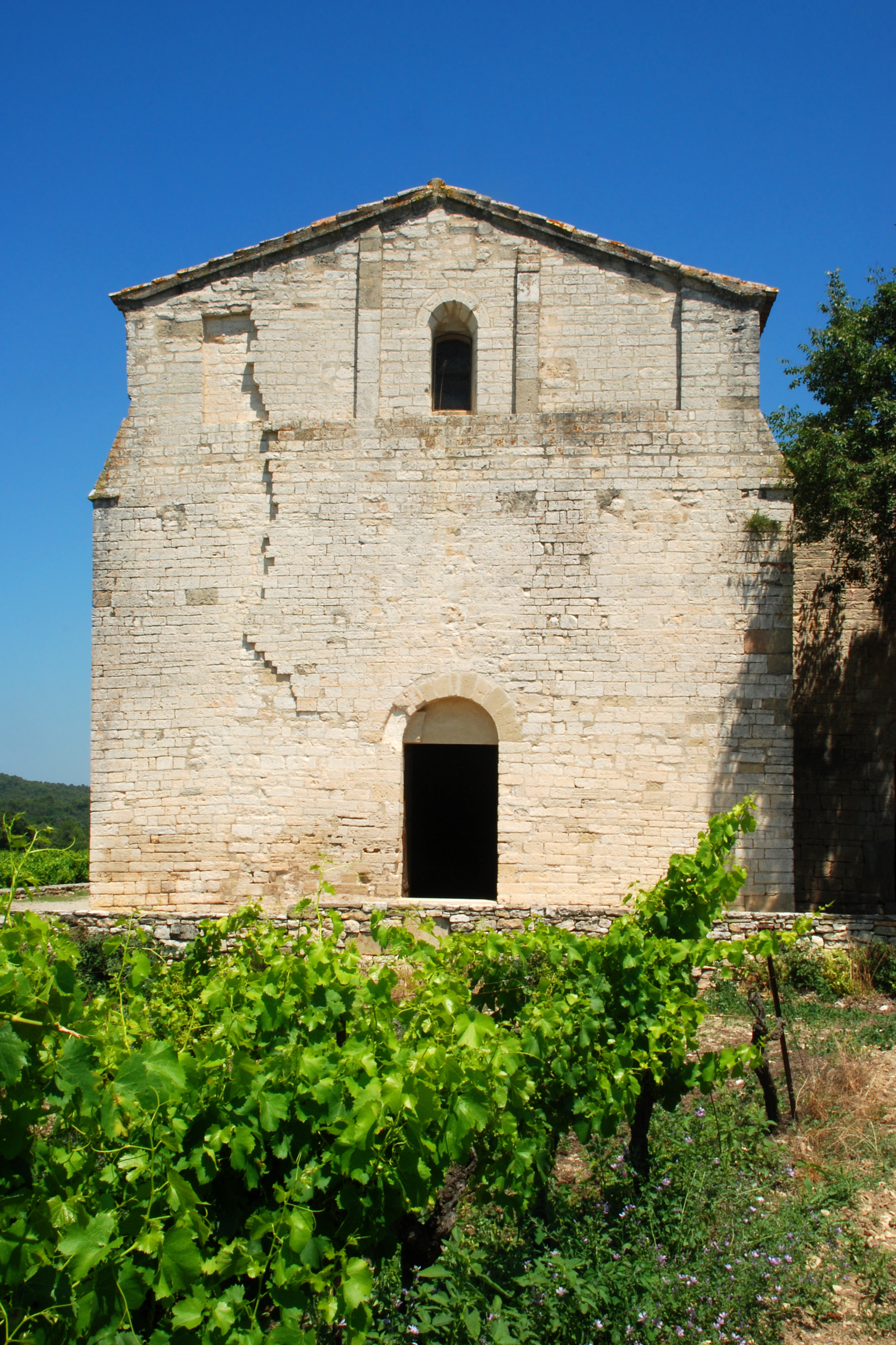
La façade occidentale.

## Autres vues

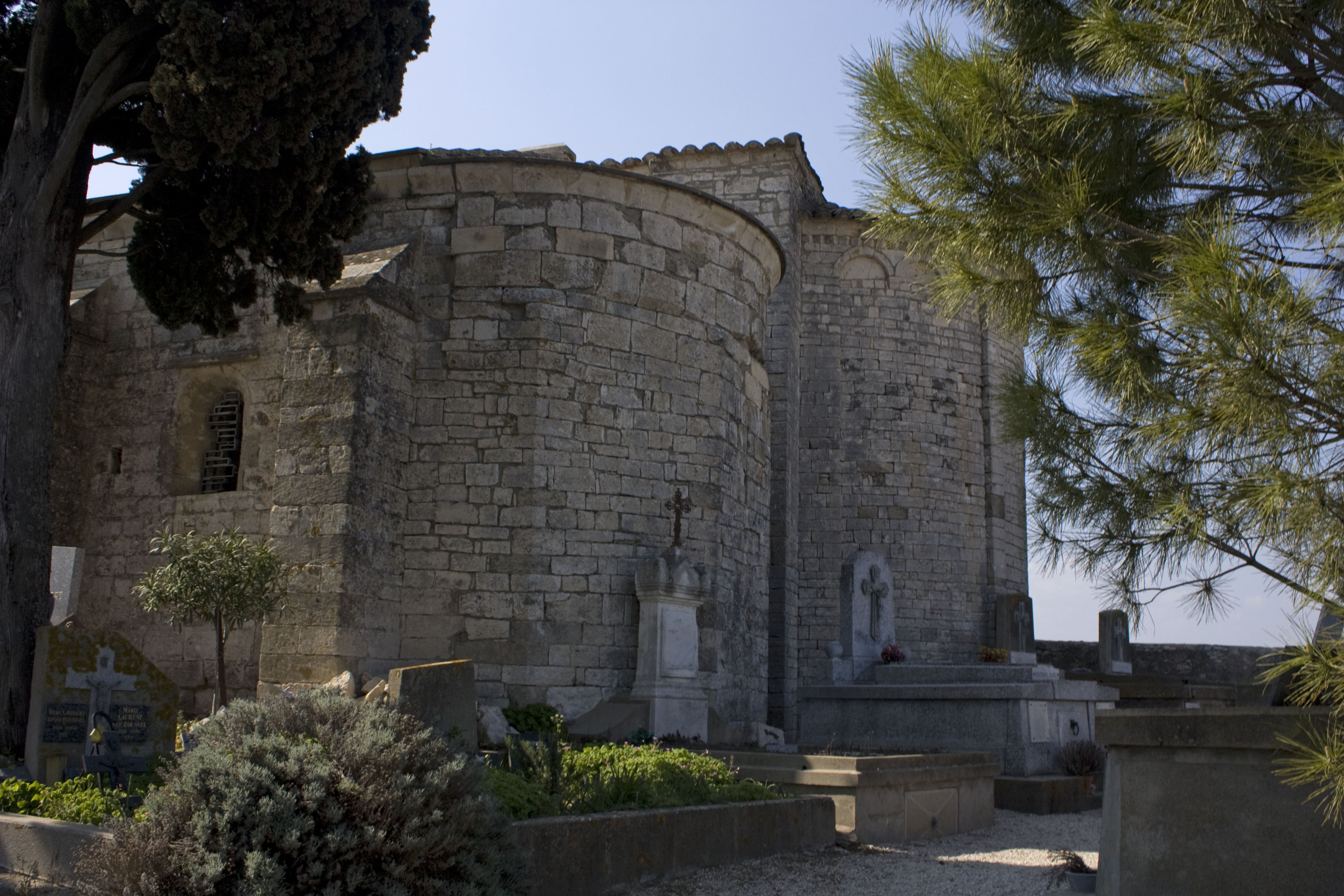
Le chevet.
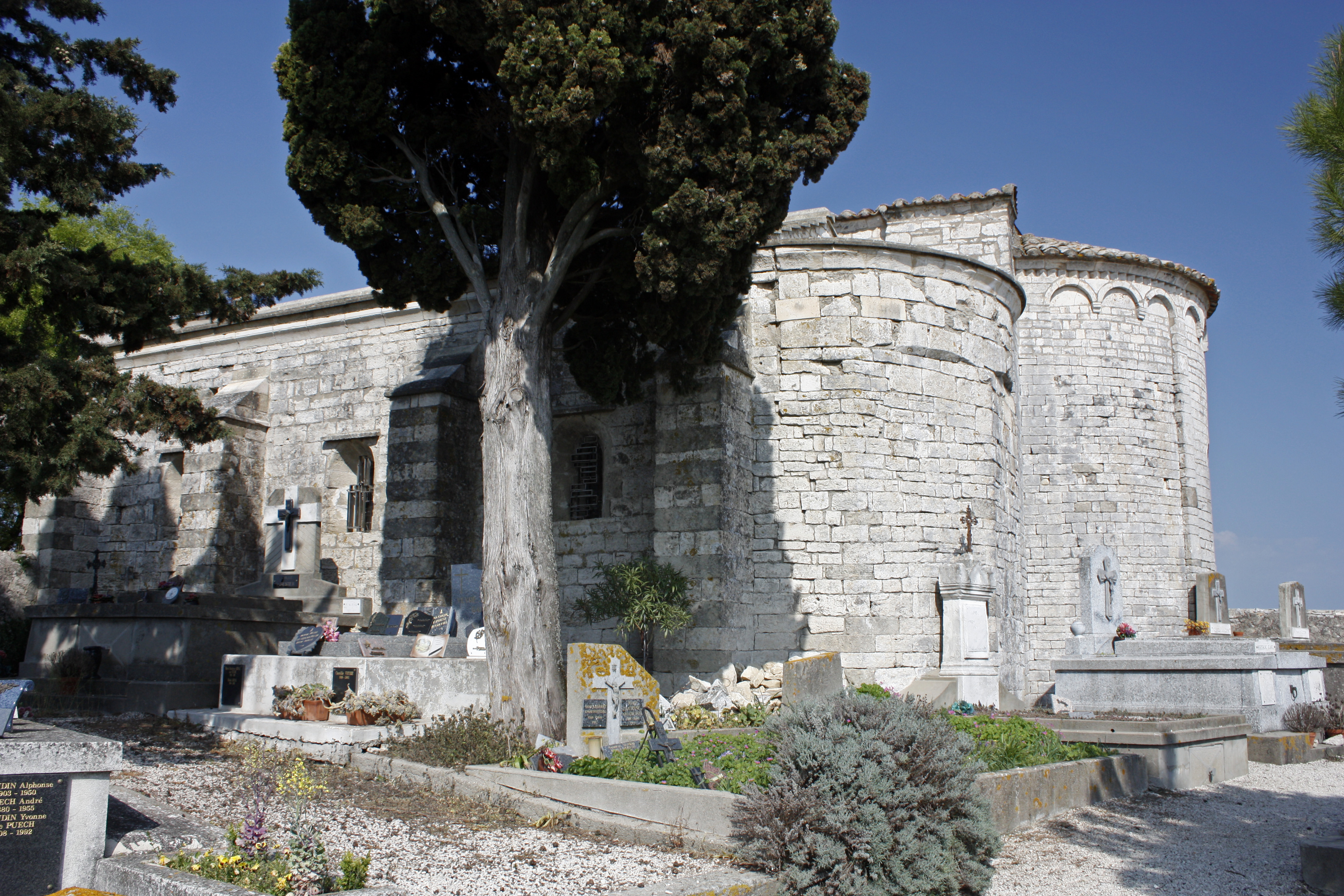
La chapelle fortifiée du XIIe siècle.
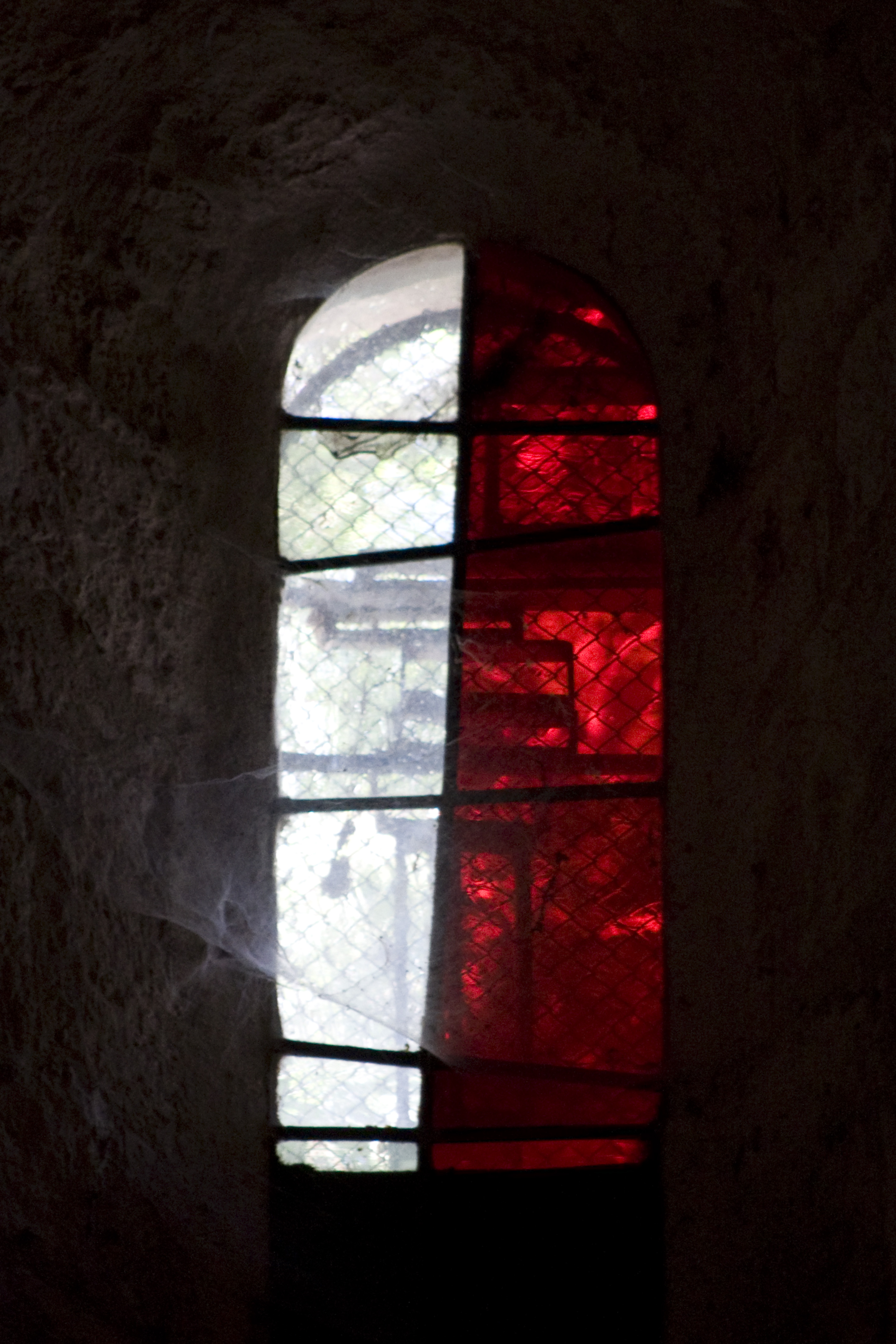
Vitrail de la chapelle du XIe siècle.
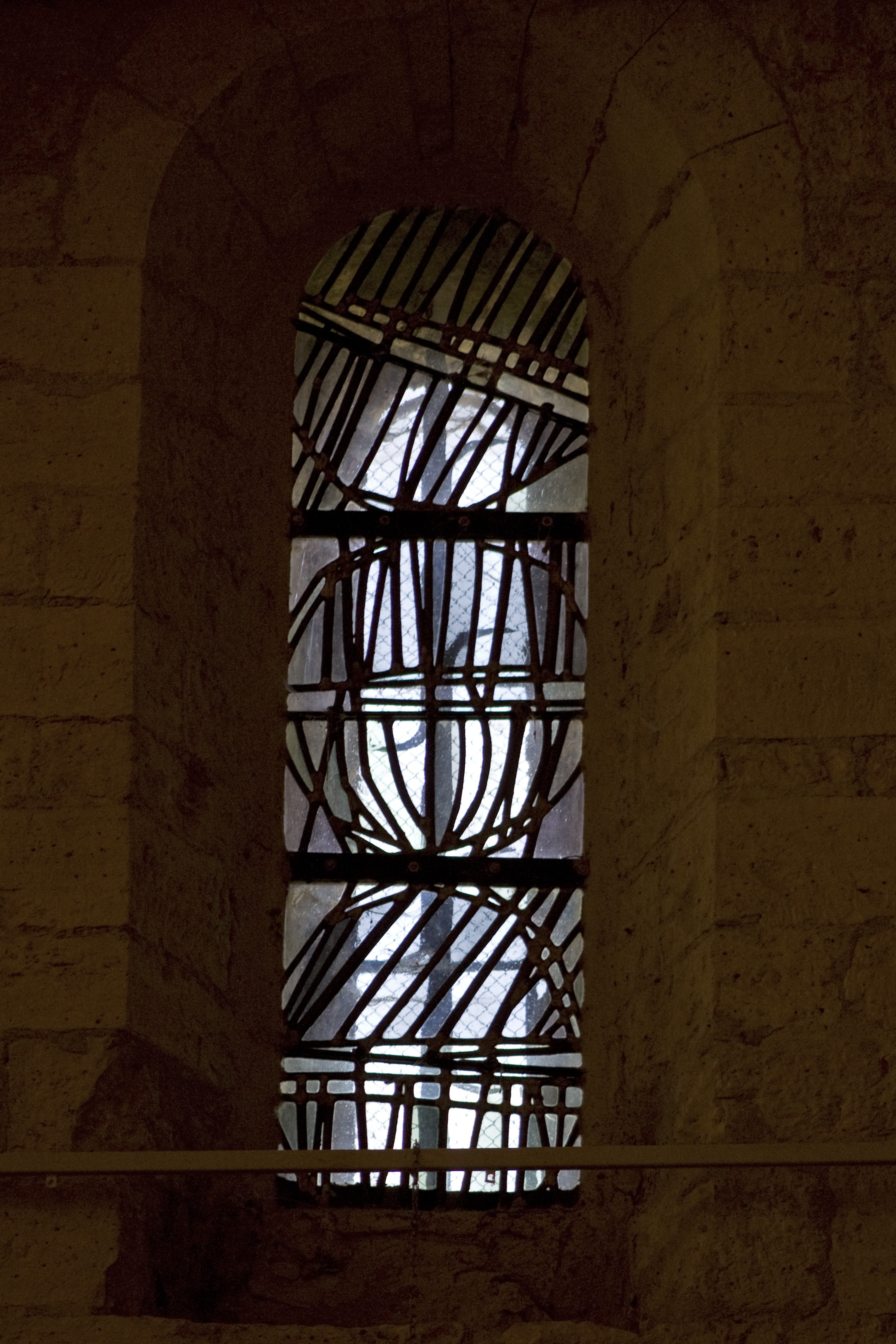
Vitrail de la chapelle du XIIe siècle.